# Ammotrechesta tuzi
Espèce
Ammotrechesta tuzi est une espèce de solifuges de la famille des Ammotrechidae.

## Distribution
Cette espèce se rencontre au Mexique au Quintana Roo et au Guatemala au Petén,.

## Description
La femelle holotype mesure 16,00 mm et le mâle paratype 12,00 mm.

## Publication originale
- Armas, 2000 : Amblypygi, Schizomida, Scorpiones y Solpugida. Fauna edáfica de las selvas tropicales de Quintana Roo, Universidad de Quintana Roo, México, p. 55-72.